# バルタザール・ノイマン

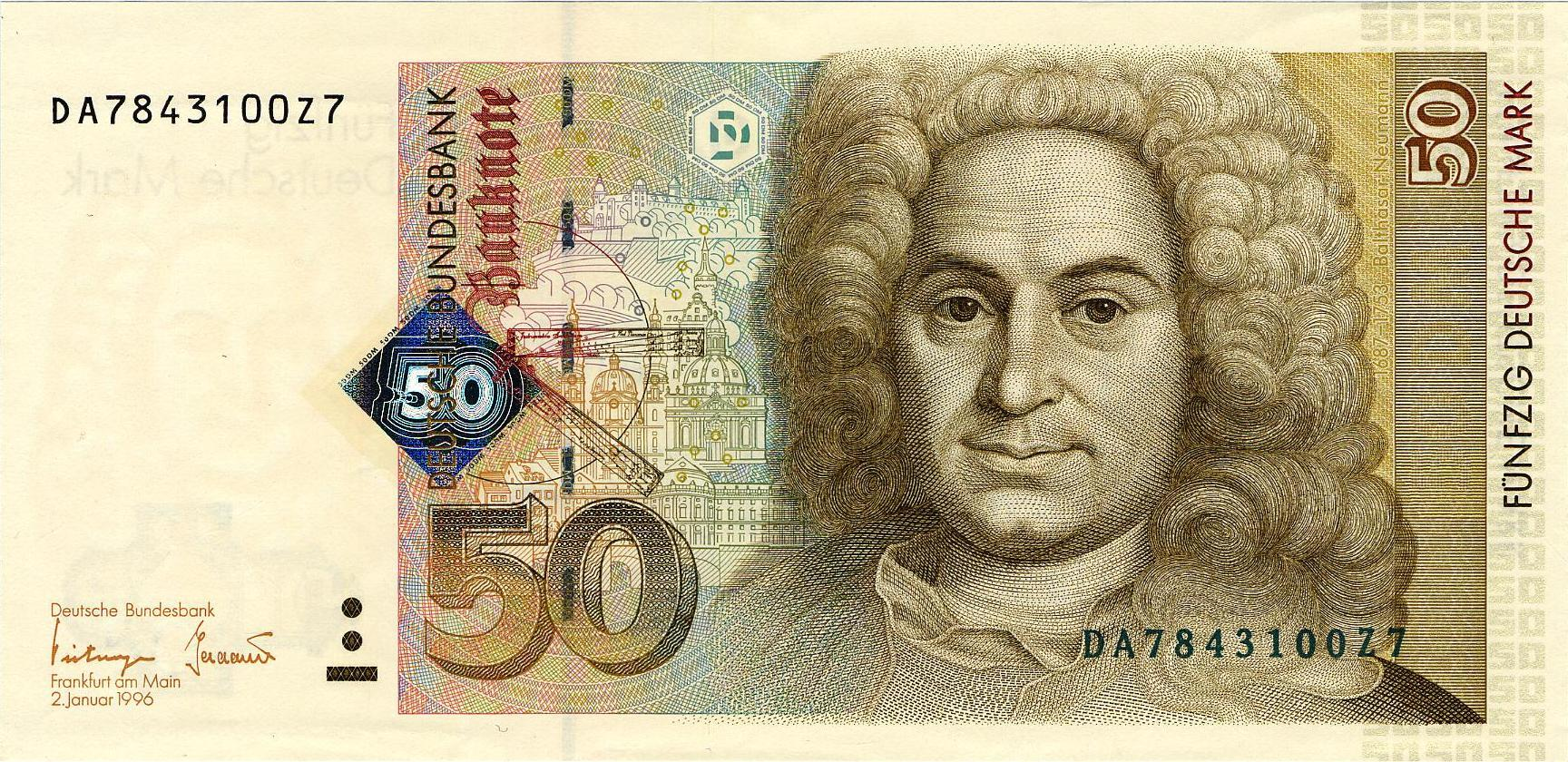
旧50ドイツマルク

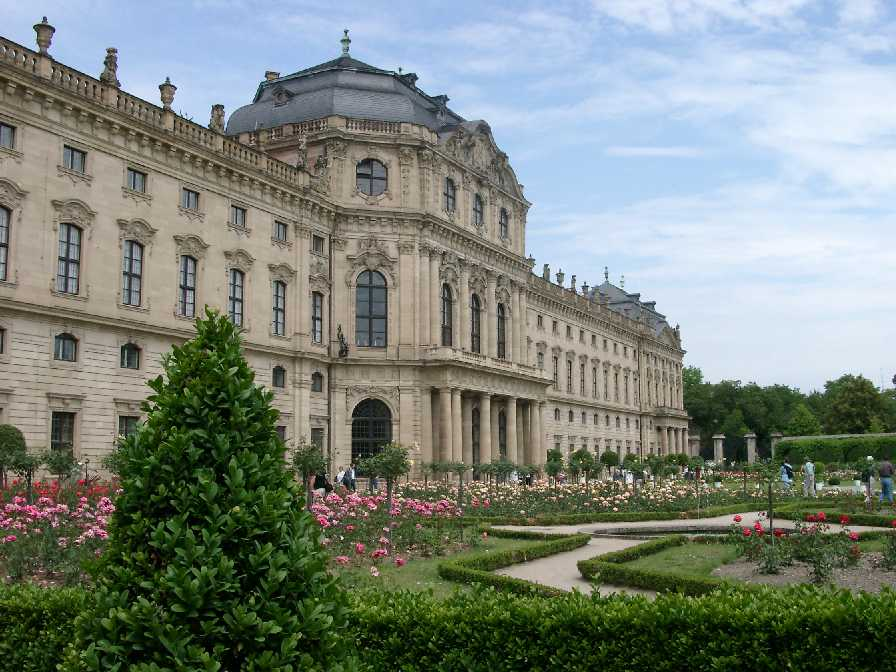
バルタザール・ノイマンの代表作、ヴュルツブルクのレジデンツ（世界遺産）

ヨハン・バルタザール・ノイマン（Johann Balthasar Neumann、1687年1月30日（推測）ヘプ（チェコ）- 1753年8月19日(?)ヴュルツブルク）は、バロックおよびロココの建築家。通常はバルタザール・ノイマンと呼ばれる。

## 生涯
ノイマンは1711年にヴュルツブルクの砲兵部隊に所属したが、司教ヨハン・フィリップ・フランツ・フォン・シェーンボルンの援助でイタリア、フランケン地方さらにはオランダで建築の腕を振るうこととなった。
ノイマンは、バロックおよびロココの最も重要な建築家の一人であると考えられている。彼によって、南ドイツの建築物は、あるいはドイツ・カトリックのバロック建築はその頂点を築いたのである。その本領は、特に階段室や礼拝堂といった巨大なインテリアの創作に発揮されている。
ミュンヘンのヨーゼフ・エフナーやベルリンのアンドレアス・シュレーターとは異なり、ノイマンは室内装飾の仕事を同時に行うことはなかった。むしろ専門的な芸術家を集め、マネージメントするやり方を採った。特にヴュルツブルクの司教宮殿（レジデンツ）では国際的な芸術家を集め、ヴュルツブルク・ロココの最高傑作を作り上げたのだった。
ノイマンは、1753年に砲兵隊大佐としてヴュルツブルクで亡くなった。

## 作品
当時としては異例といえるほど忙しい建築家であった彼は、数多くの質の高い作品を残している。彼の作品がかつて50DM紙幣に印刷されていたことからも高い評価を得ていたことが分かる。
- ブルッフザールの城（階段室、1731年頃）
- ヴュルツブルク大聖堂のシェーンボルン礼拝堂（1718年から1736年）
- ゲスヴァインシュタインの聖三位一体巡礼教会（1730年から1739年）
- ヴュルツブルクのレジデンツ：ヴェルサイユ宮殿をモデルにイタリア＝フランス・バロック様式で1720年から1744年に建設された。有名な階段室を持つ建築である。
- ヴェルネックの城館（1733年から1745年）
- ブリュールのアウグストゥスブルク城と別邸ファルケンルストの内の前者（階段室、1740年 – 1746年）
- ボンのクロイツベルク教会（1746年から1751年頃）
- フィエルツェンハイリゲンの巡礼教会（1743年から1753年に亡くなるまで）
- ネレスハイム修道院の教会（1747年から1792年）
- エルヴァンゲンの旧神学校本部
- シェーンタール・アン・デア・ヤクストの修道院教会
- ミュンスターシュヴァルツァハ修道院
- バート・メルゲントハイムのドイツ騎士団教会
- トリアーの聖パウリン教会